# Unseen
Unseen este albumul nr. 7 al trupei suedeze de Thrash metal The Haunted ce va fi lansat in martie 2011.
Intr-un interviu cu Peter Dolving (vocalistul trupei), acesta a declarat ca 40 de melodi au fost scrise pentru album pana la data de 21 aprilie 2010. De asemenea el a descris albumul ca „Epic. Dansabil. Groovy. Si foarte foarte foarte Heavy. 
Cu acest album vom face ceva pe ea directie denerala a industriei muzicale spre zgarcenie si lipsa de mesaj.”
Titlul albumului a fost relevat de Dolving la data de 30 decembrie 2010. La acel moment albumul era deja finisat, cu exceptia unor detali minore.
Imaginea albumului si melodiile au fost facute publice la 28 ianuarie 2011. Imaginea albumului a fost facuta de „Frode” care este un prieten al trupei, el s-a ocupat si de Revolver.
Procesul de scriere al albumului a inceput inca din 2009, la un an de la lansarea lui Versus, 40 de melodi au fost scrise pentru album pana pe 21 aprilie 2010, dupa spusele lui Dolving. Despre munca lui Frode Sylthe a spus: "really like his design aesthetic, and he seems to come up with something unique every single time”, insemnand ca este original si ca-i place munca lui pentru album.

## Melodi
- 1.  "Never Better" 3:34
- 2.  "No Ghost" 3:34
- 3.  "Catch 22" 3:44
- 4.  "Disappear" 3:50
- 5.  "Motionless" 4:25
- 6.  "Unseen" 3:02
- 7.  "The Skull" 4:04
- 8.  "Ocean Park" 0:49
- 9.  "The City" 3:08
- 10. "Them" 4:06
- 11. "All Ends Well" 4:16
- 12. "Done" 3:49

## Personal

### The Haunted
- Peter Dolving - Vocal
- Patrik Jensen - Chitara
- Anders Björler - Chitara
- Jonas Björler - Bas
- Per Möller Jensen - Tobe

### Invitati
- Tue Madsen - panou mixaje